# Bárbara Mori
Bárbara Mori Ochoa (Montevidéu, 2 de fevereiro de 1978) é uma atriz e produtora mexicana nascida no Uruguai, conhecida por protagonizar a telenovela Rubí, interpretando a personagem-título.

## Biografia
Barbara tem ascendência basca, libanesa e japonesa.
Seus pais são Yuyi Mori e Rosário Ochoa, que se divorciaram quando Barbara tinha três anos. Ela, com seus dois irmãos, ficaram sob tutela do pai e recebiam semanalmente a visita da mãe. Quando completou 12 anos mudou-se para a Cidade do México, com o seu pai e seus irmãos. Sua mãe continuou a viver no Uruguai, para onde Bárbara e os irmãos iam visitá-la nas férias. Por viver desde criança no México, e pelo seu ex-marido ser mexicano, conseguiu naturalizar-se ao ficar maior de idade.

## Carreira

### 1997-2004
Com 14 anos trabalhou como garçonete na pizzaria "La Nona", na Colônia do Vale, no México. No trabalho ela conheceu o designer Marcos Toledo, com quem trabalhou como modelo durante alguns anos. Aos 17 anos saiu de casa e, durante esse tempo, estudou cinco meses com Sergio Jiménez, na Televisa. Em 1997, iniciou seus estudos de atuação, no Centro de Estudos de Formação de Atuação (CEFAC), da TV Azteca, ano em que conheceu o ator Sergio Mayer, com o qual manteve uma relação de três anos e, desta relação, nasceu o seu filho, Sérgio. Neste mesmo ano, conseguiu um papel secundário na telenovela Al norte del corazón. Em 1997, participou em Mirada de mujer, interpretando Mônica. E em 1998 ano obteve seu primeiro papel como protagonista, na telenovela Azul tequila, ao lado de Mauricio Ochman.
Em 1999, decidiu provar sua sorte em Miami, protagonizando a telenovela Me muero por ti, ao lado de Christian Meier. No ano 2000 voltou ao México, estrelando o filme Inspiración, compartindo os créditos com Arath de la Torre. Decidiu se separar de Sergio Mayer, com o qual ainda mantém boa relação. Em 2001, protagonizou pela segunda vez em Amor querer con alevosia. No teatro, interpretou o musical Vaselina, interpretando Sandy Tontales, uma produção de Julissa. Em 2002, participou da peça teatral Celos dije, estrelando como vilã em Subete en mi moto, fazendo Nelly. No mesmo ano tornou-se cidadã mexicana.
Em junho de 2003 voltou a Mirada de mujer mas, devido a compromissos, só participou dos primeiros capítulos e, depois de poucos dias, viajou para Miami para protagonizar Amor descarado, ao lado de José Ángel Llamas. Em abril de 2004 vai para a Televisa, aonde grava a telenovela Rubi, juntamente com Eduardo Santamarina e Sebastián Rulli, que foi um êxito a nível mundial. Por achar que as novelas lhe tomavam muito tempo e por querer novos desafios, após a novela Rubi a atriz resolveu se dedicar ao cinema.
Seus primeiros projetos são cinematográficos: Pretendiendo, filmado no Chile, e La mujer de mi hermano, com Christian Meier e Manolo Cardona. Mori passou a dedicar seu trabalho para o cinema também como produtora. Em 2005 dublou a versão espanhol da Cappy no filme animado Robots.

### 2010-presente
No ano de 2010, Barbara foi chamada para fazer o grande sucesso indiano Kites, filme com produção bollywoodiana. Ela aceitou o papel, e recebeu um cachê de cerca de um milhão de dólares[carece de fontes?]. A atriz trabalhou na peça de teatro El coleccionista. A história é baseada no romance de John Fowles, que foi levado aos cinemas em 1965, e aborda a exploração da mente de um psicopata. Bruno Bichir interpreta Freddie, um jovem tímido e reprimido, incapaz de lidar com as mulheres, de modo que sequestra Miranda e a tranca em seu porão. Mori interpreta Miranda. Em 2011, também como produtora Bárbara, estreia Viento en contra, produzido durante três anos, em colaboração com a companhia transnacional Warner, que narra o pesadelo de Luisa, uma executiva financeira que descobre que alguém a tem envolvido em uma fraude, mas escapa para demonstrar sua inocência antes que a polícia a prenda. Sob a direção de Walter Doehner, o filme conta em seu elenco com Fernando Luján, Isaura Espinosa, Roberto Sosa e Mauricio Islas.
Em 2013 Barbara Mori foi convidada a participar de um reality show indiano chamado “Life Mein Ek Baar”, que foi ao ar pela Fox Traveller. O reality foi gravado na África do Sul e se trata de aventuras entre amiga. Em 2014, voltou para a TV com o primeiro trabalho notável desde Rubi, na telessérie Dos lunas. Declarou mais tarde que não gostou da experiência de voltar para a televisão.

## Vida pessoal
De 1997 a 2000 foi casada com seu primeiro namorado, o ator Sergio Mayer. Juntos, tiveram um único filho chamado Sérgio Mayer Mori, nascido em 1998. Terminaram o relacionamento amigavelmente.
Em agosto de 2010 se confirmam os boatos de que Bárbara Mori e o cantor chileno Beto Cuevas estariam namorando. Ambos já eram amigos, e se conheceram em 2005, durante a gravação do filme La mujer de mi hermano, quando Bárbara era namorada de Manolo Cardona, com quem terminou em 2008, após quatro anos juntos, e Beto ainda estava casado com a modelo argentina Estela Mora. A revelação foi trazida pela revista mexicana Quién, revelando fotos do casal passeando abraçados pelas ruas de Nápoles, Itália. O casal terminou o namoro em 2012, após dois anos juntos. De 2013 a 2014 namorou o ator Jon Ecker. Em março de 2016, após namorar por um ano e meio, a atriz casou-se com o jogador de beisebol Kenneth Sigman.
Bárbara Mori se tornou avó em novembro de 2016. Sua neta chama-se Mila Mayer Subtil, filha de Sérgio Mayer Mori e Natália Subtil.

## Filmografia

### Televisão
| Ano  | Título                          | Papel                      |                                                |
| ---- | ------------------------------- | -------------------------- | ---------------------------------------------- |
| 1997 | Mirada de mujer                 | Mónica San Milán           | atuação estelar                                |
| 1997 | Al norte del corazón            |                            |                                                |
| 1997 | Tric Trac                       |                            |                                                |
| 1998 | Azul tequila                    | Azul Vidal                 | Protagonista principal                         |
| 1999 | Me muero por ti                 | Santa                      | Protagonista principal                         |
| 2001 | Amores... querer con alevosía   | Carolina Morales           | Protagonista principal                         |
| 2002 | Súbete a mi moto                | Nelly                      | Antagonista principal                          |
| 2003 | Mirada de mujer... el regreso   | Mónica San Milán           | Co-Protagonista                                |
| 2003 | Amor descarado                  | Fernanda Lira              | Protagonista principal                         |
| 2004 | Rubi                            | Rubí Pérez Ochoa de Ferrer | Protagonista principal / antagonista principal |
| 2004 | Rubi                            | Fernanda                   | 1 capítulo                                     |
| 2014 | Dos lunas (Série)               | Soledad/Luna García        | Protagonista principal                         |
| 2018 | Carlos Gardel the King of Tango | Mona Maris                 | Participação especial                          |
| 2021 | La Negociadora (Série)          | Eugenia Sánchez            | Protagonista                                   |

### Cinema
| Ano  | Título                                       | Papel           |
| ---- | -------------------------------------------- | --------------- |
| 2001 | Inspiración                                  | Alejandra       |
| 2005 | La mujer de mi hermano                       | Zoe             |
| 2006 | O Disfarce                                   | Amanda / Helena |
| 2007 | Por siempre                                  |                 |
| 2008 | Violanchelo                                  |                 |
| 2008 | Cosas insignificantes                        | Paola           |
| 2009 | Amor, dolor y viceversa                      |                 |
| 2010 | Kites                                        | Natasha         |
| 2011 | Viento en Contra                             | Luisa           |
| 2014 | Alice no país de Maria                       | María           |
| 2014 | Cantinflas: A Magia da Comédia               | Liz Taylor      |
| 2016 | Treintona, Soltera y Fantástica              | Inés            |
| 2017 | Operación Concha                             | Joselyn Morales |
| 2018 | El Complot Mongol                            | Martita Fong    |
| 2021 | Guia para el viajero que no quiere preguntar | Amanda          |

### Teatro
| Ano  | Título           | Papel        |
| ---- | ---------------- | ------------ |
| 2001 | Vaselina         |              |
| 2011 | El Coleccionista | Miranda Grey |